# Galleria storica dei civici pompieri della Valchiavenna
La Galleria storica dei civici pompieri della Valchiavenna è un museo di Chiavenna, che espone cimeli storici statici e mezzi a motore provenienti da tutto il territorio nazionale e riguardanti i vigili del fuoco.

## Storia
Nel 1991,  in occasione del cinquantenario della fondazione del Corpo nazionale dei vigili del fuoco, il personale permanente e volontario dell'allora distaccamento dei vigili del fuoco di Chiavenna, raccolse, ordinò ed espose attrezzature di soccorso e di documenti storici afferenti l'attività pompieristica in Valchiavenna, dalla sua nascita,  a metà del XIX secolo all'epoca attuale.
Negli anni seguenti, la collezione venne via incrementata a seguito del recupero di altro materiale storico, con il ritiro di materiale in disuso nei diversi comandi provinciali o con donazioni di privati.
Per non disperdere quanto raccolto, nel 2001 i promotori dell'iniziativa attrezzarono alcuni locali ricavati nel seminterrato del nuovo distaccamento di Mese, che grazie al contributo volontariamente prestato del personale del distaccamento prese la forma di un piccolo museo tematico. La galleria è stata completata nell'ottobre 2002. Per gestire l'esposizione e continuare la raccolta e il restauro di materiali d'epoca venne fondata l'associazione "Gruppo storico pompieri Valchiavenna", aperta anche ai simpatizzanti e che opera in accordo con il locale comando provinciale.
Il reperimento di alcuni automezzi antincendio, anche di particolare valore storico, che per le loro dimensioni non potevano essere ricoverati ed esposti nel piccolo museo rese necessario il reperimento di una sede più ampia. Nel 2006 l'amministrazione comunale di Chiavenna mise a disposizione l'ex sede del locale Istituto professionale meccanico, per un totale di più di 600 m2 coperti, consistente in tre capannoni e annesse pertinenze, tra le quali una piccola costruzione della fine dell'Ottocento, che era stata sede del corpo dei civici pompieri di Chiavenna.
Nel novembre dello stesso anno l'associazione ha iniziato i lavori di ristrutturazione, al momento non ancora completati.